# 谭州 (唐朝)
谭州，中国唐朝时设置的州。
唐高祖武德二年（619年）窦建德攻下齐州，割据平陵县的章丘人李义满归顺唐朝，唐朝设置谭州，治所在平陵县（今山东省济南市历城区孙村乡全节河）。下辖平陵县、章丘县（今山东省济南市章丘区绣惠街道）、临邑县（今山东省济阳县西南约20公里处）、亭山县（今山东省济南市章丘区曹范镇北部的黄旗山）、营城县（今山东省济南市历城区西营乡），一起设置谭州总管府。武德三年（620年）被王世充占领。武德四年（621年）归唐，废除谭州总管府，改属齐州总管府。武德八年（625年）邹平县（今山东省邹平县孙镇）、临济县（今山东省济南市章丘区临济镇）来属，废除营城县。唐太宗貞觀元年（627年）废除谭州，平陵县、章丘县、临邑县、亭山县、临济县改属齐州，邹平县改属淄州。
谭州刺史
- 李义满（619年—627年）